# Аксаки
Аксаки (пол. Aksakowie) — западнорусский шляхетский род, вероятно, татарского происхождения, занимавший высокие правительственные должности в Киевском и Волынском воеводствах в XVI—XVII веках. Предположительно в XV веке приняли православие, позже одна из ветвей перешла в католичество.

## Представители
- Аксак, Фёдор (? — после 1515) — владелец села Путиловичи и половины села Норинск, другой половиной которого владели Кисели.
  - Аксак, Григорий Фёдорович (? — после 1545) — владелец Путиловичей и Норинска.
  - Аксак, Мартын Фёдорович — служащий при канцлере Николае Радзивилле Чёрном.
    - Аксак, Иван Мартынович (?—1627) — подвоевода киевский (1595—1600).
      - Аксак, Марк Иванович (? — до 1627) — служил в королевском обозе.
      - Аксак, Стефан Иванович (1567—1650) — судья земский киевский.
        - Аксак, Ян Стефанович — стольник киевский, посол сеймовый.
          - Аксак, Иосиф (Юзеф) — осел в Белзском воеводстве.

        - Аксак, Гавриил (Габриэль) Стефанович
        - Аксак, Александр Стефанович
        - Аксак, Михаил Стефанович

    - Аксак, Михаил Мартынович

- Аксак, Казимир — скарбник киевский.
  - Аксак, Фелициан
- Аксак, Марк — войский киевский (1694).
- Аксак, Михаил — подстолий киевский.
- Аксак, Стефан — ловчий и войский луцкий (1775).